# Tampere Open 1985
Il Tampere Open 1985 è stato un torneo di tennis facente parte della categoria ATP Challenger Series nell'ambito dell'ATP Challenger Series 1985. Il torneo si è giocato a Tampere in Finlandia dal 3 al 9 giugno 1985 su campi in terra rossa.

## Vincitori

### Singolare
Jonas Svensson ha battuto in finale  Massimo Cierro con il punteggio di 7–5, 7–5

### Doppio
Dácio Campos /  Alessandro De Minicis hanno battuto in finale  Carlos Kirmayr /  Luiz Mattar con il punteggio di 6–4, 1–6, 6–3